# Rhens (Verbandsgemeinde)
Rhens est une Verbandsgemeinde (collectivité territoriale) de l'arrondissement de Mayen-Coblence dans la Rhénanie-Palatinat en Allemagne. Le siège de cette Verbandsgemeinde est dans la ville de Rhens.
La Verbandsgemeinde de Rhens consiste en cette liste d'Ortsgemeinden (municipalités locales) :

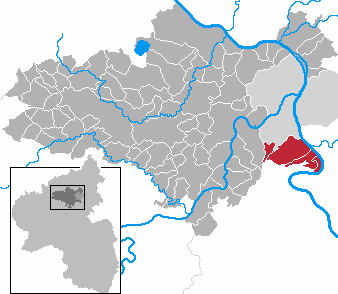
Localisation de la Verbandsgemeinde de Rhens dans l'arrondissement de Mayen-Coblence

1. Brey
2. Rhens
3. Spay
4. Waldesch